# Wiesław Kuc
Wiesław Stefan Kuc, född 2 september 1949 i Sokołów Podlaski, är en polsk politiker. Han var ledamot av Europaparlamentet för partiet Samoobrona 2004–2009. I Europaparlamentet var han först utan grupptillhörighet men var från december 2004 till december 2006 i Socialdemokratiska gruppen och därefter resten av mandatperioden i nationalkonservativa Gruppen Unionen för nationernas Europa.
En förklaring till vacklandet i val av gruppering, som i Kucs fall gällde mellan socialdemokrater och nationalkonservativa under mandatperioden 2004–2009, har med Samoobronas linje att göra. Partiets ledamöter var valda att företräda en linje som kombinerar moralkonservatism och motstånd mot globalisering med en vänsterpolitik i ekonomiska frågor.